# Aszhar Farhadi
Asghar Farhadi (perzsául: اصغر فرهادی); 1972-) César-díjas iráni rendező és forgatókönyvíró. Rendezőként számos díjat nyert; egyik legsikeresebb filmje, a Nader és Simin – Egy elválás története 2012-ben Golden Globe-díjat és Oscar-díjat is kapott. Felkerült a Time magazin a 2012-es év 100 legbefolyásosabb embere listájára.

## Élete
1972-ben született az iráni Homejnisahrban. A Teheráni Egyetemen és a teheráni Tarbiat Modares Egyetemen szerzett diplomát (alapképzésben dráma szakon, mesterképzésben színházi rendezői szakon). Kezdetben Iszfahánban dolgozott, ahol rövidfilmeket készített, majd az IRIB-nél (Iráni Iszlám Köztársaság Műsorszolgáltató) helyezkedett el, ahol főképp forgatókönyveket írt. Eleinte sorozatokkal foglalkozott, később átállt a mozifilmekre. Az első, amiben rendezőként közreműködött, a 2003-ban bemutatott Raghs dar ghobar volt.
Több filmje eljutott nemzetközi filmfesztiválokra, ezzel az európai és amerikai közönséghez. Magyarországon is bemutatott filmjei a Csodálatos város (2004), az Elly története (2009), a Nader és Simin - Egy elválás története (2012), valamint A múlt (2013).
A legjobb külföldi film kategóriában 2012-ben a Nader és Simin – Egy elválás története a rangos Golden Globe-díjat és Oscar-díjat is elnyerte.

## Mozifilmjei
| Év   | Magyar cím                             | Eredeti cím         | Eredeti cím átírással   | Szerep                   |
| ---- | -------------------------------------- | ------------------- | ----------------------- | ------------------------ |
| 2016 | Az ügyfél                              | The Salesman        |                         | rendező, forgatókönyvíró |
| 2013 | A múlt                                 | Le passé            |                         | rendező, forgatókönyvíró |
| 2011 | Nader és Simin – Egy elválás története | جدایی نادر از سیمین | Jodaeiye Nader az Simin | rendező, forgatókönyvíró |
| 2009 | Elly története                         | درباره الی          | Darbareye Elly          | rendező, forgatókönyvíró |
| 2006 |                                        | درباره الی          | Chaharshanbe-soori      | rendező, forgatókönyvíró |
| 2004 | Csodálatos város                       | شهر زیبا            | Shah-re ziba            | rendező, forgatókönyvíró |
| 2003 |                                        | رقص در غبار         | Raghs dar ghobar        | rendező, forgatókönyvíró |